# Repeater Glacier
Repeater Glacier är en glaciär i Antarktis. Den ligger i Östantarktis. Nya Zeeland gör anspråk på området. Repeater Glacier ligger 935 meter över havet.
Terrängen runt Repeater Glacier är kuperad åt nordost, men åt sydväst är den bergig. Trakten är obefolkad. Det finns inga samhällen i närheten.